# Залізний купол

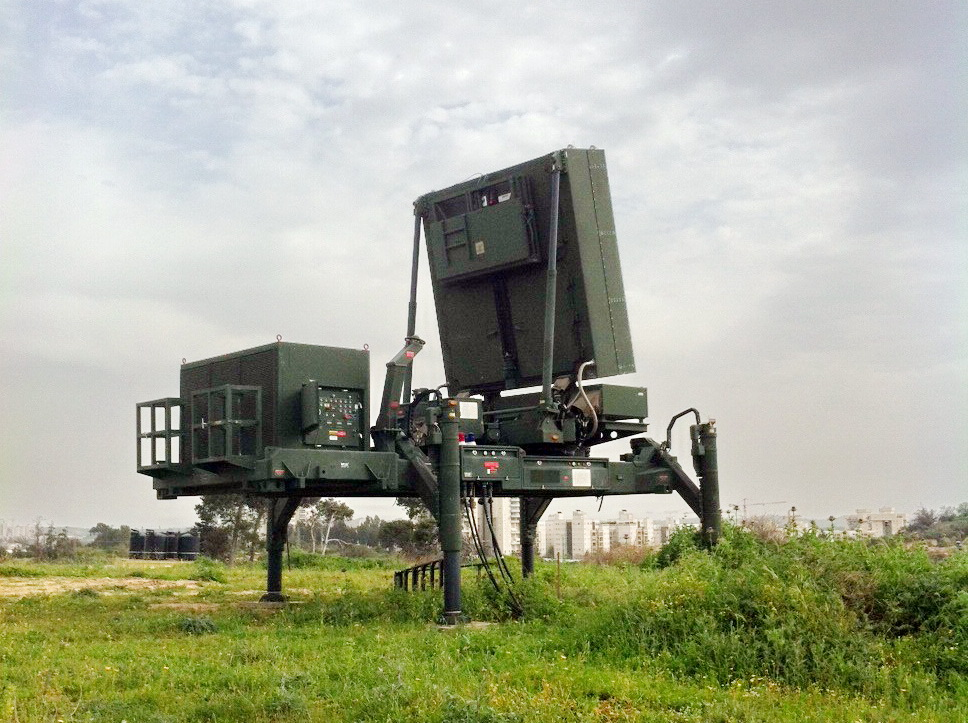
Радар РЛС «Залізного купола»

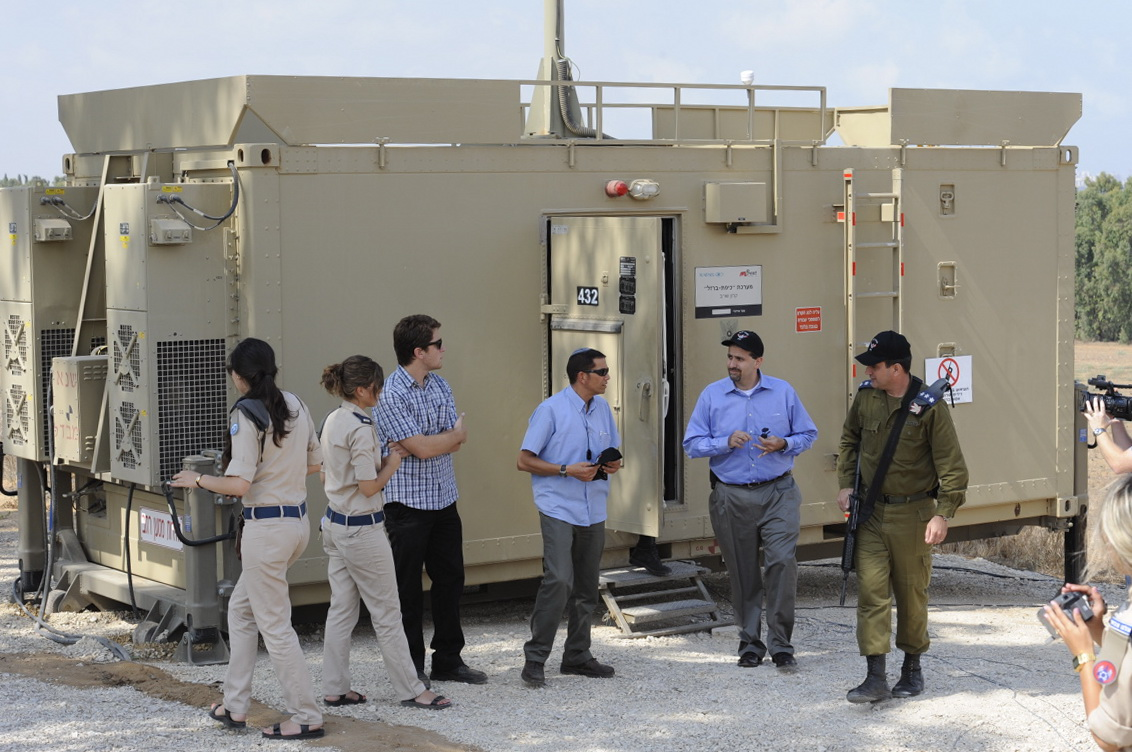
Центр управління батареєю «Залізного купола»

Залізний купол (англ. Iron Dome, івр. כִּפַּת בַּרְזֶל, Кіпат Барзель) — пересувна всепогодна система протиповітряної оборони, розроблена ізраїльським підприємством Rafael Advanced Defense Systems (Рафаель).
Система здатна перехоплювати та знищувати тактичні некеровані ракети та артилерійські снаряди, випущені з відстані від 4 до 70 км з траєкторією, що може загрожувати населеним пунктам, 2015 року система отримала можливість знищувати рухливі БЛА.
Основне призначення системи «Залізний купол» — захист цивільного населення півдня та півночі Ізраїлю. Тут використана технологія, яка раніше була створена для системи SPYDER фірми «Рафаель».
Система «Залізний купол» була взята на озброєння та вперше розгорнута 27 березня 2011 року, поблизу міста Беер-Шева. 7 квітня 2011 року система успішно знищила ракету Град, випущену з Сектору Гази. 10 березня 2012 року, The Jerusalem Post повідомила, що система перехопила 90 % ракет випущених з сектора Гази, й які мали влучити в населену місцевість.
Станом на листопад 2012 року, система перехопила та збила вже понад 400 ракет.
Система «Залізний купол» також здатна вражати літаки на висоті до 10 км.

## Історія
Міністерство оборони Ізраїлю уклало з підприємством Рафаель контракт на створення системи в 2007 (після завершення другої війни в Лівані в 2006 р.), та виділило 811 мільйонів шекелів на створення двох систем для перехоплення ракет Кассам. В березні 2009 р. система була готова для випробувань, а в березні 2011 р. система вже була розгорнута біля міст поблизу сектора Гази. Система весь час опрацьовується та вдосконалюється для поліпшення можливостей пристосування до нових викликів, особливо у випадку, якщо в арсеналі Хамас з'являться потужніші ракети власного виробництва.
Залізний купол є складовою багатошарової ізраїльської системи протиракетної оборони, та призначений для знищення тактичних ракет, якими користується Хамас та Хезболла. Для знешкодження ракет з великим радіусом дії слугує система «Стріла», а для знищення ракет короткого та середнього радіуса дії, призначена система «Праща Давида», які мали бути прийняті на озброєння в 2014 р. Обидві системи були потрібні для знищення ракет Шахаб-3 та досконаліших Саджіл-2 які розробляв Іран (випробування завершено 2009 року). Американське підприємство Рейтеон уклало угоду про співпрацю з Рафаель 2011 року, сподіваючись, що Залізний купол стане гарним доповненням для системи захисту військових баз збройних сил США. Рейтеон та Рафаель також співпрацюють над створенням Пращі Давида. Система «Стріла» (Arrow) розроблялася спільно компаніями Боїнг та Israel Aerospace Industries.
У 2010 році Президент США Барак Обама подав до конгресу запит на $205 млн допомоги Ізраїлю для придбання двох батарей Залізний купол. Закон англ. Iron Dome Support Act, який набрав чинності в березні 2012 р., дає повноваження Президенту США надавати допомогу уряду Ізраїлю в придбанні та експлуатації системи Залізний купол. Конгрес виділив $675 млн на три роки.
У травні 2012 р. Конгрес США виділив $680 млн для проєкту Залізний купол до 2015 року. Пояснювальна доповідь закликала Агентство протиракетної оборони США (US MDA) розпочати тривалу співпрацю з Ізраїлем над програмою до виділення грошей.
Після року випробувань наприкінці листопаду 2017 року, система була визнана придатною для використання з військових кораблів. Одна батарея була встановлена на корабель INS Lahav типу Sa'ar 5. Система керування батареєю морського базування повністю інтегрована в систему управління наземними батареями «Залізного куполу».
«Залізний купол» морського базування призначений для захисту морських газових родовищ та морських торговельних шляхів Ізраїлю.
У лютому 2021 року стало відомо, що оновлена версія системи успішно пройшла черговий етап випробувань. Під час випробувань була перевірена здатність системи захищати від атак із застосуванням розвинених засобів ураження, з якими доведеться зіштовхнутись під час реального конфлікту на суходолі або на морі. Більш докладно про характеристики оновленої системи повідомлено не було.
Нова модифікація призначена для використання ізраїльськими ВПС, а також буде встановлена на корвети типу Sa'ar 6.

## Специфікації
Система призначена для знищення тактичних некерованих ракет і артилерійських снарядів калібру 155 мм на відстані до 70 км. За словами виробника, Залізний купол може працювати вдень і вночі, при несприятливих погодних умовах, і може водночас реагувати на декілька ворожих ракет. У липні 2015 проведені виробником випробування підтвердили, що модернізована система здатна перехоплювати та знищувати БПЛА. Згодом Залізний купол мав стати дешевшим та ефективнішим засобом протидії БПЛА супротивника, аніж системи ЗРК «Петріот» та винищувачі.
Залізний Купол має три основні складові:
- Радар виявлення та відстеження (англ. Detection & Tracking Radar) — виробництва ізраїльської оборонної компанії Elta;
- Командний центр батареї (англ. Battle Management & Weapon Control, BMC) — створений ізраїльським виробником програмного забезпечення mPrest Systems на замовлення Рафаель;
- Пускова установка (англ. Missile Firing Unit) — запускає ракети-перехоплювачі Tamir (її бойова частина має неконтактний підривник), оснащені електро-оптичними давачами і декількома крилами стернового керування для високої маневровості. Ракети виробляє Рафаель.

Радар виявляє запуск некерованої ракети і відстежує її траєкторію. Тоді командний центр обчислює очікувану точку удару за отриманими даними, і використовує цю інформацію для визначення того, чи загрожує виявлена ракета певній території, і лише у цьому разі запускає ракету-перехоплювач для її знищення перед тим, як вона досягне своєї цілі.

### Типові батареї
Типова батарея Залізний купол складається з РЛС і трьох пускових установок, по 20 ракет-перехоплювачів у кожній, що дорівнює 60 ракет на батарею. Повідомляється, що одна батарея здатна захистити територію площею близько 150 км².

### Енергетика зброї
Хоча «Залізний купол» довів свою дієвість проти ракетного обстрілу некерованими ракетами, представники міністерства оборони стурбовані тим, що у разі виникнення широкого конфлікту він не зможе впоратися з більшими арсеналами, якими володіє «Хезболла» в Лівані. Хоча в операції «Захисний край» він мав 90-відсоткову ймовірність влучання тільки по ракетах, спрямованих у населені пункти, було скоєно 735 перехоплень за ціною 70–100 000 доларів за перехоплювач; із приблизно 100 000 ракет, якими володіє Хезболла, системи «Залізний купол» можуть бути фінансово та фізично перевантажені десятками вхідних залпів. З 2014 року, зброя спрямованої енергії з нижчою вартістю системи та меншою ціною за постріл, досліджувалася як доповнення до Iron Dome. Твердотілові лазери в усьому світі мають рівні потужності — від 10 до 40 кВт; щоби безпечно знищити ракету на відстані 15–20 км, кілька малопотужних променів могли б узгоджуватися та сходитися в одному місці, щоби пропалити її зовнішню оболонку і знищити її. Оскільки лазерні промені стають викривленими та недієвими в умовах туману або великої хмарності, будь-яка лазерна зброя повинна бути доповнена Залізним куполом (зенітними ракетами).
1996 року ізраїльтяни розробили прототип лазера Nautilus і згодом розгорнули його в Кір'ят-Шмона, найпівнічнішому місті Ізраїлю вздовж кордону з Ліваном. Він використовував набір складників з інших систем і зумів утримувати промінь в одній точці протягом двох безперервних секунд, використовуючи ранній прототип радара Green Pine. Nautilus вдалося довести, що цей задум життєздатний, але система так і не була розгорнута в оперативних масштабах, оскільки уряд вважав, що відправлення наземних військ задля зупинення ракетного обстрілу безпосередньо у джерелі, була економічно вигіднішою.
На авіашоу в Сінгапурі 2014 року Рафаель представив власну лазерну систему протиповітряної оборони Iron Beam. Iron Beam — це зброя спрямованої енергії, створена для доповнення системи ППО Залізний купол за допомогою високоенергетичного лазера для знищення ракет, мінометних мін та інших повітряних загроз. Розробка системи почалася за деякий час після завершення спільної програми розвитку лазера Nautilus США та Ізраїлю.
У грудні 2014 року колишній начальник ВПС Ізраїлю і глава Boeing Israel Девід Іврі виявив інтерес до американської системи лазерної зброї (LaWS). Раніше того місяця ВМС США повідомили, що зброю LaWS було встановлено на десантний вертольотоносець USS Ponce та зосереджено на призначених цілях — із майже миттєвою руйнівністю, причому кожен лазерний постріл коштував менше ніж 1 долар.
У лютому 2022 року прем'єр-міністр Ізраїлю Нафталі Бенет оголосив, що наземна лазерна система почне розгортатися протягом року, спочатку як дослідна, а згодом в оперативному режимі. Система спершу буде розташована на півдні країни у місцях, які найбільше загрожені ракетами, випущеними з сектору Газа; кінцева мета полягає у тому, щоб Ізраїль був оточений «лазерною стіною» для захисту від снарядів, ракет і БПЛА. Хоча лазери мають дешевшу ціну за один постріл, на них може впливати погода, вони мають низьку швидкострільність і меншу дальність стрільби. Через це, вони будуть використовуватися разом із Iron Dome у становищах, коли зможуть зменшити загальні витрати на перехоплення. Контракт на закупівлю системи Iron Beam був підписаний наступного місяця, однак виявилося, що графік запуску затягується на кілька років.
Водночас, Управління Конгресу США з бюджету (УКБ), 2021 року, не розглядало інфрачервоні давачі або нові типи ураження, такі як лазери чи іншу зброю спрямованої енергії, через те що ці системи, ймовірно, будуть мати дальність дії, яка надто невелика для створення загального захисту, наприклад проти крилатих ракет.

### М-купол
У жовтні 2014 року Рафаель представив морську версію Iron Dome під назвою C-Dome. Він призначений для захисту суден у прибережних водах від загроз із балістичною траєкторією та зброї прямого нападу, випущеної під час атак насичення. C-Dome містить контейнер на 10 пострілів, завантажений перехоплювачами Tamir із вертикальним запуском для охоплення на 360 градусів, що не підтримується наземною системою Iron Dome; власний корабельний радар спостереження використовується, щоби відкинути потребу в окремому радарі керування вогнем. Система посідає невелику площу, що дозволяє встановлювати її на невеликих кораблях, таких як морські патрульні кораблі, корвети і навіть стаціонарні нафтові вишки. Зрештою, на дуже ранніх етапах розробки концепції, Рафаель підрахував, що на створення прототипу системи C-Dome може знадобитися менше року. Попередні обговорення з потенційними користувачами вже розпочато. C-Dome буде використовуватися на корветах 6 класу Sa'ar ВМС Ізраїлю. 18 травня 2016 року полковник Аріель Шир, керівник операційних систем Військово-морських сил Ізраїлю, оголосив, що система успішно перехопила та знищила залп ракет малої дальності під час розгортання на морському судні в морі. 27 листопада 2017 року ізраїльські військові повідомили про початкову оперативну спроможність C-Dome, завершивши понад 18 місяців інтеграції та проєктування.

## Досвід використання

### 2011
Перші батареї Залізного купола було розгорнуто на початку 2011 року, неподалік військово-повітряних баз на півдні Ізраїлю.
4 квітня 2011 року, батарея Залізного купола, що перебувала неподалік міста Ашкелон, успішно перехопила та знищила ракету Град, запущену по місту. Це був перший випадок успішного знищення запущеної з сектору Гази ракети з невеликим бойовим радіусом.

### Листопад 2012: операція «Хмарний стовп»

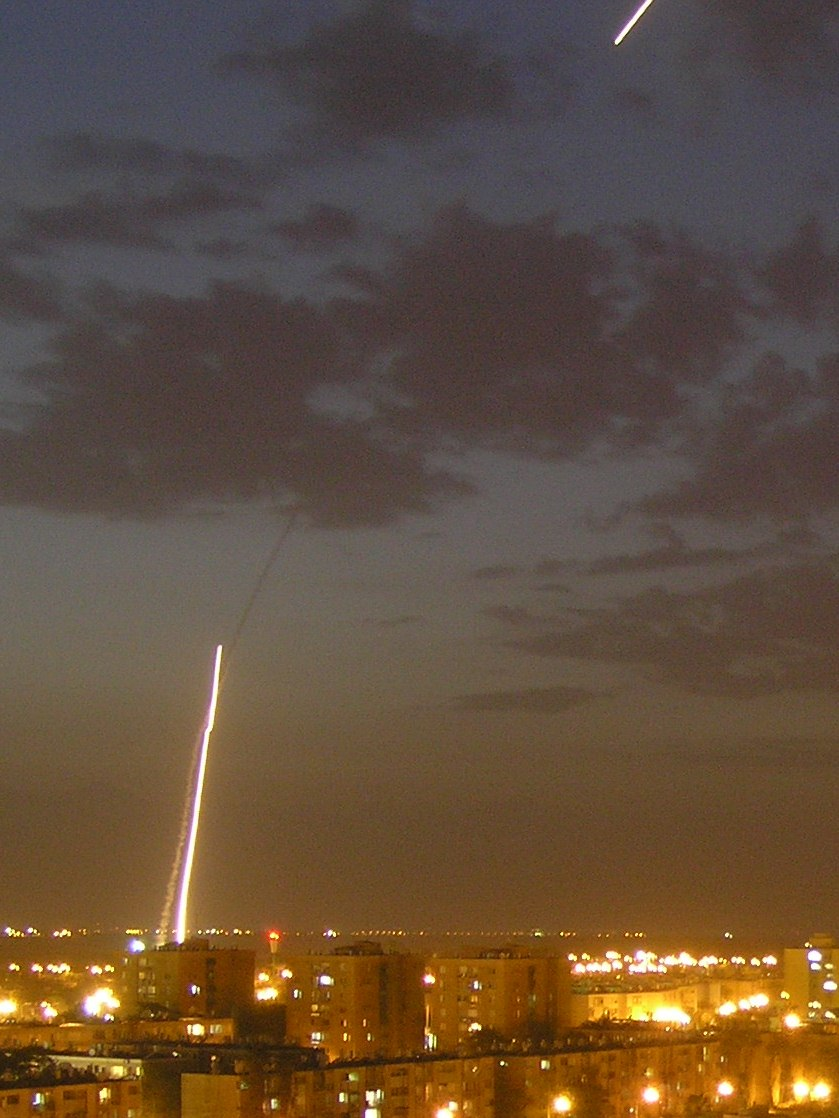
Запуск протиракети системою «Залізний купол» під час операції Хмарний стовп, листопад 2012

Протягом операції Хмарний стовп системою Залізний купол було знищено 426 ракет, з коефіцієнтом успішних перехоплень 84 %. Системі не вдалось перехопити 81 ракету. Витрати на використані ракети-перехоплювачі склали $27 млн. Всього протягом операції з сектору Газа в бік Ізраїлю було запущено понад 1500 ракет. За даними видання IHS Jane's, збройні угрупування намагались перевантажити окремі батареї, запускаючи водночас якнайбільше ракет з різних пускових установок по одній місцевості. Для захисту Тель-Авіва від ракет Фаджр-5 була терміново розгорнута 5-та батарея Залізного купола.

### Травень 2021
Під час ізраїльсько-палестинської кризи 2021 року Хамас випустив по Ізраїлю з 11 по 21 травня, понад 4300 ракет із Гази. За перші 24 години конфлікту було випущено 470 ракет, що значно більше, ніж у попередніх конфліктах. З цих ракет, 17 % були далекими ударами по Тель-Авіву, знову ж таки це більше, ніж раніше. Близько 680 ракет, випущених під час бойових дій, не впоралися і впали в секторі Газа; система «Залізний купол» перехопила близько 90 % ракет, які прямували до населених пунктів Ізраїлю. Під час операції «Залізний купол» збив завантажений бомбою безпілотник.
15 травня 2021 року Ізраїль завдав повітряного удару по 12-поверховій будівлі — вежі Джала, в якій розміщувалися офіси Associated Press (AP) і Аль-Джазіра в Газі, попередивши про евакуацію за годину. Ізраїль наголосив, що Хамас здійснював операції з радіотехнічної розвідки (SIGINT), розвідки електронних сигналів (ELINT) та радіоелектронної боротьби (EW), в тому числі розгортання електронної системи для придушення «Залізного купола» із середини споруди.

## Оператори
Деякі системи Iron Dome було експортовано. Слабкість таких систем ППО для більшості ймовірних ринків полягає у тому, що кожна система Iron Dome захищає не більше 100…150 квадратних кілометрів; це дієво в такій маленькій країні, як Ізраїль, але не для великих держав. Навіть в Ізраїлі батареї доводиться переміщувати відповідно до ймовірного ризику нападу. Повідомляється, що Сінгапур, суверенне острівне місто-держава, придбав «Залізний купол», а армія США купила дві батареї для захисту власних закордонних баз.
- Ізраїль
- США: дві батареї, станом на 2021 рік.

### США
На початку січня 2019 року стало відомо про укладену угоду на придбання двох батарей «Залізний купол» за 373 мільйони доларів. Друга батарея була передана наприкінці 2020 — початку 2021 року.
Батареї мали бути розгорнуті для захисту Збройних сил США у ворожих районах дій. Замовлення стосувалося двох командних пунктів і радарів, 12 пускових установок та 480 ракет, і було завершено в серпні 2019 року. Rafael оголосив про постачання першої батареї 30 вересня 2020 року. 13 листопада 2020 року Iron Dome було розгорнуто у форті Блісс, щоби перевірити, чи можна приєднати його до мережі протиповітряної та протиракетної оборони армії, задля застосування у ролі тимчасового засобу для перехоплення крилатих ракет.

Для перевірки можливостей «Залізного купола», а також задля отримання практичних навичок персоналом, командування повітряної та протиракетної оборони 94 -ї армії у жовтні 2021 року оголосило про тимчасове дослідне розгортання однієї з батарей «Залізного куполу» на теренах авіабази Андерсен на Гуамі.
«Iron Dome доповнює іншу зброю Raytheon, яка забезпечує можливості перехоплення в межах ініціативи армії США щодо боротьби з ракетами, артилерією та мінометами на передових оперативних базах».
— сказав Майк Буен, віце-президент лінійки продуктів Raytheon Missile Systems Advanced Security and Directed Energy System. 
«Iron Dome можна легко інтегрувати із системами Raytheon C-RAM для завершення багаторівневого захисту».
2020 року командування вирішило не купувати більше систем Iron Dome, нібито через проблеми з їхньою інтеграцією.

### Україна
У середині червня 2021 року заступник міського голови Маріуполя Сергій Захаров у коментарі сайту mrpl.city повідомив, що система «Залізний купол» може з'явитись і в Україні:
|  | Якщо казати про захисну систему «Залізний купол» — це близько 50 млн євро. Місто вже зв’язалось з ізраїльською компанією, котра опікується безпекою, фахівці мають приїхати наприкінці червня та ми обговоримо можливість встановлення системи у Маріуполі. Ми докладно вивчаємо це питання та перебуваємо в тісному діалозі, — розповів заступник міського голови Маріуполя відповідаючи на запитання журналістів. |

Необхідність наявності такої системи зумовлена бажанням відновити роботу аеропорту в Маріуполі, що розташований за 40 км від лінії зіткнення.
Як досвід можливості роботи авіатранспортного сполучення у зонах бойових дій, Сергій Захаров навів приклад Ізраїлю, де аеропорт діє у 8 км від буферної зони.
Але вже 2 лютого 2022 року міністр оборони України Резніков заявив — ізраїльський «Залізний купол» не вирішить питання захисту стратегічних об'єктів в Україні. І що Україна відновить власні розробки.
Проте 15 лютого 2022 року стало відомо, що саме Ізраїль заблокував Україні перепродаж із США двох раніше придбаних ними ізраїльських комплексів.

### Вплив на ізраїльське суспільство
Йоав Фромер, написавши в The Washington Post, похвалив Iron Dome за відсутність смертей та відносно низький рівень втрат серед ізраїльського цивільного населення, і сказав, що ця технологія, схоже, забезпечує 
«…як фізичну, так і психологічну розраду, та дозволяє ізраїльтянам виконувати власні обов'язки і вести бізнес».
Однак, на його думку, з часом «Залізний купол» може завдати ізраїльському суспільству більше шкоди, ніж користі, оскільки, попри те, що це «тактичне диво», він може допомогти створити серйозну стратегічну проблему для довгострокової безпеки ізраїльтян, оскільки, тимчасово зменшуючи небезпеку, яку являють ракетні напади, це відвертає ізраїльтян від пошуку більш широкого регіонального політичного рішення, яке нарешті може зробити такі системи, як Залізний купол, непотрібними. На думку Фромера, ізраїльський уряд 
«…не дуже сповнений творчих ідей, щоби відновити мирний процес із палестинцями. А з „Залізним куполом“ — навіщо? Прийнявши технологію, це не вимагатиме, щоб її політичні очільники вели дипломатію задля покладання краю насильству, яке насамперед, вимагало Iron Dome. Оскільки Залізний купол перетворив похмуру реальність на досить стерпне випробування, ізраїльтяни втратили відчуття невідкладності та обурення, які могли би підштовхнути їхній уряд піти на потрібні поступки в обмін на мир».
На думку Фромера, ізраїльтяни ризикують сплутати короткострокову військову перевагу, яку надає Iron Dome, з довгостроковою потребою в оригінальному та всеосяжному дипломатичному рішенні.Амір Пертц, міністр оборони Ізраїлю у 2006—2007 роках, який проштовхував впровадження Iron Dome, сказав The Washington Post, що система — це не більше ніж зупинка, і що 
«Зрештою, єдине, що принесе справжню тишу — дипломатичне рішення».

## Ефективність
Після розгортання системи у квітні 2011 року, «Залізний купол» було використано для успішного перехоплення ракет «Катюша», випущених палестинськими бойовиками. У серпні того ж року «Залізний купол» перехопив 20 ракет, випущених по Ізраїлю. Однак в одному випадку система, знищивши чотири ракети, випущені по місту Беер-Шева, таки не змогла зупинити п'яту, внаслідок чого одна людина загинула, а декілька отримали поранення.
У листопаді 2012 року під час операції «Хмарний стовп» ефективність «Залізного купола» було оцінено ізраїльськими чиновниками в межах від 75 до 95 відсотків. За словами ізраїльських чиновників, із приблизно 1000 ракет, випущених по Ізраїлю Хамасом з початку цієї операції до 17 листопада 2012 року, «Залізний купол» визначив, що дві третини (700 штук) не становлять загрози, та перехопив 90 відсотків з решти 300-от. Протягом цього періоду єдиними ізраїльськими втратами були троє людей, убитих у підсумку ракетних обстрілів внаслідок несправності системи «Залізний купол».
Порівняно з іншими системами протиповітряної оборони, показник ефективності Iron Dome дуже високий. Американський письменник, моделіст і консультант з оборони Стівен Залога заявив, що знищення «Залізним куполом» 90 відсотків ракет, на які він націлився, є «надзвичайно високим рівнем», котрий перевищує той, який зазвичай очікується для систем протиповітряної оборони. Slate повідомив, що показник ефективності є «небаченим» порівняно з попередніми системами, такими як система протиракетної оборони Patriot.
Репортер американської газети Star-Telegram з оборони Марк Томпсон написав, що "відсутність ізраїльських втрат свідчить про те, що «Залізний купол є найдієвішим і найбільш випробуваним протиракетним щитом, який коли-небудь бачив світ».
Під час операції Protective Edge, як стверджується, перехоплювачі Iron Dome, вразили 87–90 % своїх цілей, здійснивши загалом 735 успішних перехоплень.
У війні 2006 року з Хезболлою, до розробки «Залізного купола», протягом 34 днів бойових дій, ними було випущено 4000 ракет і 53-оє ізраїльтян було вбито. Однак у війні 2014 року з сектором Газа 50-денний конфлікт і 3360 ракет призвели лише до двох смертей, пов'язаних із ракетами. 2006 року було подано близько 30 000 страхових позовів щодо відшкодувань за пошкодження, зумовлені ракетними обстрілами, тоді як у 2014 році їх було вже лише 2 400.
25 березня 2019 року ракета J-80, випущена з сектора Газа, влучила в будинок у Мішмереті, Ізраїль. За словами представників Хамас, J-80 рухається нелінійним шляхом і не може бути перехоплена Залізним куполом.
Загалом, за розрахунками військових, лише 25 % ракет, випущених по Ізраїлю, становили справжню загрозу людям чи цивільним об'єктам — через низьку точність і нестабільну траєкторію неякісних конструкцій снарядів.